# Miajadas
Miajadas là một đô thị trong tỉnh Cáceres, Extremadura, Tây Ban Nha. Theo điều tra dân số 2005 (INE), đô thị này có dân số là 10107 người.
39°09′B 6°04′T / 39,15°B 6,067°T